# Круччи, Эстебан
Эстеба́н Науэ́ль Кру́ччи Пика́рдо (исп. Esteban Nahuel Crucci Picardo; род. 5 июля 2006, Монтевидео) — уругвайский футболист, нападающий клуба «Монтевидео Уондерерс».

## Клубная карьера
Круччи — воспитанник клуба «Монтевидео Уондерерс». 16 апреля 2024 года в матче против столичного «Ливерпуля» он дебютировал в уругвайской Примере. 4 мая в поединке против столичного «Прогресо» Матео забил свой первый гол за «Монтевидео Уондерерс».

## Международная карьера
В 2025 году Круччи в составе молодёжной сборной Уругвая принял участие в молодёжном чемпионате Южной Америки в Венесуэле. На турнире он сыграл в матчах против команд Бразилии, Перу, Венесуэлы, Аргентины, Колумбии, а также дважды Парагвая и Чили. В поединках против парагвайцев и аргентинцев Эстебан забил по голу.